# Porcellio pruinosus
Porcellio pruinosus är en kräftdjursart som beskrevs av Arcangeli1935. Porcellio pruinosus ingår i släktet Porcellio och familjen Porcellionidae. Arten har ej påträffats i Sverige.

## Underarter
Arten delas in i följande underarter:
- P. p. rhodiensis
- P. p. anatolicus